# صراع الأشاوس (مسلسل)
صراع الأشاوس هو مسلسل تلفزيوني سوري عُرض في سنة 2004. 

## الطاقم
إخراج سالم الكردي وتأليف هاني السعدي (مؤلف).
- رشيد عساف (ابن عرس )
- عبد الرحمن آل رشي (صعب)
- مالك محمد (عناب)
- صفاء سلطان
- روعة السعدي (هذر)
- دينا هارون
- ربى السعدي (لبانة)
- مديحة كنيفاتي
- مروان فرحات

## وصلات خارجية
- صراع الأشاوس على قاعدة بيانات الأفلام العربية